# Dafallah al-Hajj Ali Othman
Dafallah al-Hajj Ali Othman (arabisch دفع الله الحاج علي عثمان Dafʿ Allāh al-Ḥāǧǧ ʿAlī ʿUṯmān; * 1955 in Singa) ist ein sudanesischer Diplomat, der im Jahr 2025 kurz nach der Rückeroberung von Khartum im Krieg im Sudan zum Ministerpräsidenten ernannt wurde. Er lehnte das Amt jedoch ab und führte es nur für 19 Tage als Interimsministerpräsident.

## Ausbildung
Im Jahr 1978 schloss Dafallah Ali Othman seinen Bachelor of Arts in Französisch und Archäologie an der Universität Khartum ab. Er erhielt zudem ein Diplom in Übersetzung ebenfalls von der Universität Khartum. An der Preston University in Islamabad schloss Ali Othman 2008 seinen Master of Science in Internationalen Beziehungen ab.

## Karriere
Seine Karriere begann Dafallah Ali Othman im Jahr 1980 beim Außenministerium des Sudan. Er arbeitete als Dritter Sekretär und stieg auf zum Zweiten Sekretär des Assistant Directors im Arab Department. Im Jahr 1983 wurde er nach Bangui in der Zentralafrikanischen Republik versetzt und arbeitete in der sudanesischen Botschaft als Zweiter Sekretär. Ab 1986 war er Erster Sekretär in der Ständigen Vertretung des Sudans bei den Vereinten Nationen in Genf. Nach seiner Rückkehr in den Sudan 1989 arbeitete er im Exekutivbüro des Außenministeriums in Khartum. Er eröffnete die erste diplomatische Vertretung des Sudans in Südkorea und war amtierender Konsul von 1990 bis 1992. Es folgte eine Doppelakkreditierung in Ägypten als Generalkonsul in Alexandria und Counsellor in Kairo. Ab 1994 begann seine erste Amtszeit als bevollmächtigter Gesandter in der Abteilung für internationale Organisationen des sudanesischen Außenministeriums in Khartum. Ali Othman wurde 1996 zweiter Stellvertreter in der Ständigen Vertretung bei den Vereinten Nationen in New York und arbeitete dort bis zum Jahr 2000. Es folgte die erneute Versetzung in die Abteilung für internationale Organisationen in Khartum, das er von 2001 bis 2004 leitete. Es folgten die Akkreditierungen als sudanesischer Botschafter für Jamaika und Kuba gefolgt von Pakistan und Bangladesch. Im Jahr 2010 wurde Ali Othman Botschafter der sudanesischen Ständigen Vertretung bei den Vereinten Nationen in New York, bis er 2014 abgelöst wurde. Von 2014 bis 2016 war er Generaldirektor der Abteilung für Umwelt, Menschenrechte und Wasserressourcen im sudanesischen Außenministerium. Es folgte der Posten als Botschafter in Frankreich und Monaco von 2016 bis 2020. 2019 beantragte er eine frühzeitige Pensionierung und schied 2020 aus dem diplomatischen Dienst aus.
Nach dem Militärputsch im Sudan 2021 durch Abdel Fattah Burhan kehrte Ali Othman in den Staatsdienst zurück und wurde Untersekretär im Außenministerium. Am 8. Dezember 2023 wurde er entlassen und von Abdel Fattah Burhan als Sondergesandter eingesetzt. Nach den gescheiterten Verhandlungen mit den Rapid Support Forces wurde Ali Othman im Jahr 2024 Botschafter in der Ständigen Vertretung bei der Organisation für islamische Zusammenarbeit. Im Oktober 2024 wurde er Botschafter in Saudi-Arabien.
Am 30. April 2025 wurde Dafallah Ali Othman vom Vorsitzenden des Souveränen Rats, Abdel Fattah Burhan, zum Ministerpräsidenten und Staatsoberhaupt der Republik Sudan ernannt. Ali Othman lehnte das Amt jedoch ab und fungierte nur als Interimsministerpräsidenten bis am 19. Mai 2025 Kamel el-Tayeb Idris ernannt wurde.